# Mistrzostwa Świata w Hokeju na Lodzie 2020 (I Dywizja)
Mistrzostwa Świata w Hokeju na Lodzie I Dywizji 2020 rozegrane miały zostać w dniach 27 kwietnia–3 maja (Grupa A i Grupa B).
Do mistrzostw I Dywizji miało przystąpić 12 zespołów podzielonych na dwie grupy po sześć zespołów. Zgodnie z formatem zawody I Dywizji miały odbyć się w dwóch grupach: Grupa A w Słowenii (Lublana), zaś grupa B w Polsce (Katowice). Reprezentacje miały rywalizować systemem każdy z każdym.
Hale, w których przeprowadzone miały zostać zawody:
- Tivoli w Lublanie – Dywizja IA,
- Spodek w Katowicach – Dywizja IB.

Turnieje zostały odwołane z powodu pandemii COVID-19.